# 紋別機場
紋別機場（日语：／ Monbetsu kūkō */?）是位於北海道紋別市。根據日本空港整備法被分成地方管理機場。

## 歷史
- 1966年7月21日：紋別機場啟用，跑道長1,200公尺，由紋別市管理。北日本航空開辦不定期航線往札幌飛行場。
- 1966年11月1日：開始運用紋別NDB（MV）。
- 1973年8月1日：由北海道接管機場。
- 1974年10月15日：日本近距離航空開辦定期航線往札幌飛行場。
- 1990年8月1日：日空航空開辦航線往新千歲機場。
- 1993年12月8日：紋別NDB（MV）停用。
- 1998年5月1日：由於飛往新千歲機場的航線客運量不足，因此將取消該航線。
- 1999年11月11日：新紋別機場啟用。日空航空取消往札幌飛行場的航線，開辦往新千歲機場的航線。紋別機場停用。
- 2000年3月1日：新紋別機場改名為紋別機場。
- 2000年7月1日：日空航空季節性開辦航線往東京國際機場。
- 2001年4月1日：由於飛往新千歲機場的航線客運量不足，因此將取消該航線，而往札幌飛行場的航線再開辦。
- 2002年7月1日：航線往札幌飛行場由Air Nippon Network接辦。
- 2003年10月1日：由於飛往札幌飛行場的航線客運量不足，因此將取消該航線。
- 2004年2月1日：Air Nippon Network開辦航線往新千歲機場（只限2月）。
- 2004年3月1日：Air Nippon Network取消航線往新千歲機場。
- 2005年7月4日：北海道空中系統季節性開辦航線往札幌飛行場。（星期一至五，至11月30日）
- 2005年11月16日：由於飛往札幌飛行場的航線客運量不足，因此將取消該航線。
- 2006年2月1日：北海道空中系統開辦航線往新千歲機場。（只限2月的星期六、日）
- 2006年7月1日：北海道空中系統季節性開辦航線往新千歲機場。（至11月30日）
- 2007年2月28日：北海道空中系統取消航線往新千歲機場和札幌飛行場。

## 航空管制
| 種類   | 頻率       |
| REMOTE | 118.15 MHz |

## 航空無線保安設施
| 局名 | 種類 | 頻率       | 識別信號 |
| 紋別 | VOR  | 112.90 MHz | MVE      |
| 紋別 | DME  | 1139.0 MHz | MVE      |
| 紋別 | ILS  | 111.55 MHz | IMV      |

## 航空公司與航點
| 航空公司         | 目的地    |
| ---------------- | --------- |
| 全日本空輸（NH） | 東京/羽田 |

## 如何前往
機場距離紋別市街約8公里，距離遠輕町約39公里。
- 北紋巴士
  - 由紋別總站出發，經南が丘、元紋別站至紋別機場

## 外部連結
- ANA機場訊息-紋別機場 （页面存档备份，存于）（日語）
- 新千歲航空氣象觀測所紋別機場分室（日語）